# Rinke van Bruggen
Rinke van Bruggen (Franeker, 6 juni 1848 – Groningen, 21 januari 1901) was een Nederlands organist en koordirigent.
Hij werd blind geboren in het gezin van onderwijzer Berend van Bruggen en Antje Drager. Hij was een van een tweeling en een van de drie blinde kinderen in dat gezin.
Hij bracht twaalf jaar (1856-1868) door op het Blindeninstituut in Amsterdam. Hij kreeg er orgelles van Simon Reinier de Vries de Vries. In 1874 werd hij benoemd tot organist van de Nieuwe Kerk in Groningen. In 1875 solliciteerde hij voor de functie als organist in de Grote Kerk te Haarlem, maar bleef in Groningen. Na het overlijden van zijn vader in 1877 kwam de familie over, voor verzorging over en weer. In 1884 wijdde hij het orgel in van de Christelijk Gereformeerde kerk te Wildervank. Vanaf 1891 bespeelde hij het orgel van de Groningse Martinikerk. Hij was daarin de opvolger van Johannes Worp.
Van zijn hand verscheen een aantal composities zoals Lentezang (3 vrouwen- of kinderstemmen) en Uit de natuur (twee- en driestemmige kinderliedjes, Noordhoff) en een orgelsonate over de melodie van psalm 24.
In een van de koren waar Van Bruggen leiding aan gaf, Advendo, zong een jonge Cornelis Jetses (de latere tekenaar van schoolprenten).
- Nederlandse Thesaurus van Auteursnamen: 130172979
- Virtual International Authority File: 288094485
- WorldCat: E39PBJrwTXmrVmjwQJjjjFWYyd